# 遲紹春
遲紹春（1927年3月4日—1952年6月24日），山東省文登縣人，中國共產黨員，國防醫學院學生，參與中共中央社會部台灣工作站活動，受牽連判處死刑，1952年6月24日槍決於台北川端橋南端刑場。

## 生平
遲紹春，1927年3月4日生於山東省文登縣，1937年抗戰爆發，遲紹春無法繼續求學，1940年，威海衞行政區管理公署代理專員兼警察局長鄭維屏組織游擊隊，在山東抗擊日軍，遲紹春加入游擊隊擔任護士，1941年游擊隊合併為番號暫編十二師，1942年遲紹春前往國立二十二中就讀，之後轉入國立六中就讀，1948年考入國防醫學院，1949年國防醫學院因戰爭因素遷校至台灣，遲紹春隨校到台北就讀。
1948年中共中央社會部部長李克農先後派遣朱芳春(化名非)、蕭明華及凱等多名特工赴台發展組織，非開辦「實用心理學補習班」講課，藉機吸收組織成員，成立「臺灣青年解放同盟」和「新民主主義青年團」。非在國語日報擔任編輯，實際上則是執行情報工作，吸收組織成員、策動國語日報高層及蒐集文教方面情報。1949年8月非返回中國，李克農即指示不可再組織讀書會，以免被破獲，要求他們化整為零，改為單線聯絡，並且以蒐集情報與策反為工作重點，1949年10月于非回台後，將組織名稱改為中共中央社會部台灣工作站，負責情報偵蒐與策反工作。
凱負責學運，除了在台灣大學與姜民權、張慶組成小組發展組織外，也利用社團耕耘社吸收學生入黨，並且在國防醫學院吸收葛仲卿，以學生自治會為首成立讀書會，並約定一但台灣解放時，保存學校文件與學生，葛仲卿介紹遲紹春入黨，遲紹春進而吸收李勉、王孝敏加入，由葛仲卿領導。
1950年2月情治機關發覺非身分，在非住處逮捕蕭明華，非將相關檔案移藏嚴明森處，前往花蓮孫玉林處躲藏，透過孫玉林、周一粟買通白靜寅取得諜報證，1950年3月22日非帶著包含「海南島作戰計畫書」、「臺灣省作戰計畫書」等多達二十幾種相關軍事情報之相片膠卷，從基隆搭船往香港返回上海，同年5月海南島全島遭到中共解放。同時，保密局擴大搜查將中共中央社會部在台組織成員一網打盡。
起初，蕭明華並未透露成員，而諜報活動都使用化名，保密局缺少證據之下，許多人無罪釋放，然而，隨著非帶回的李克農的兩項方針與九大指示在姜民權的台大宿舍蚊帳上蒙皮內被尋獲後，保密局擴大偵查範圍。在軍法處時，保密局利用幹員滲透入獄中，並策反組織成員路齊書進行偵蒐，案情逐漸擴大，中共中央社會部台灣站瓦解，上百人受到牽連抓捕。1951年凱以自新身分將葛仲卿供出，連帶遲紹春、李勉、王孝敏都被逮捕審訊。1951年7月全案偵查進入後續收網階段，調查局在香港新聞天地週刊刊登整刊的特稿，以李克農照片為封面，標題中共社會部首領李克農的潛台組織已被一網打盡。
1952年1月2日遲紹春與蘇爾挺、李國萃、陳詩俊、宮樹桐都因為中共中央社會部蘇藝林案的牽連被判處死刑，1952年6月24日槍決於台北川端橋南端刑場。

## 紀念
2013年10月 北京西山國家森林公園的無名英雄廣場上立有無名英雄紀念碑，為紀念來台灣在1950年代被處決「隱避戰線烈士」而設立，遲紹春銘刻於紀念碑上。

## 平反
2018年12月7日，促進轉型正義委員會促轉三字第1075300145A號函文，公告受難者黃藻儒君等1505人應予平復司法不法之刑事有罪判決暨其刑，其中(41)安潔字第 1075 號，有關遲紹春意圖顛覆政府而著手實行之有罪判決暨其刑及沒收之宣告正式撤銷